# Lepidonotus glaber
Lepidonotus glaber är en ringmaskart som beskrevs av Imajima 1997. Lepidonotus glaber ingår i släktet Lepidonotus och familjen Polynoidae. Inga underarter finns listade i Catalogue of Life.